# فرانکو سریلی
فرانکو سریلی (انگلیسی: Franco Cerilli؛ زادهٔ ۲۶ اکتبر ۱۹۵۳) بازیکن فوتبال اهل ایتالیا است.
از باشگاه‌هایی که در آن بازی کرده‌است می‌توان به باشگاه فوتبال اینتر میلان، باشگاه فوتبال پادوا، باشگاه فوتبال مونتسا، باشگاه فوتبال دلفینو پسکارا، و باشگاه فوتبال ویچنزا اشاره کرد.